# 911
Раннє Середньовіччя  •  Епоха вікінгів  •  Золота доба ісламу  •  Реконкіста

## Геополітична ситуація
У Візантії триває правління Лева VI.  На підконтрольних франкам теренах існують Західне Франкське королівство, Східне Франкське королівство, Італійське королівство, Бургундія. Північ Італії належить Італійському королівству під владою франків, середню частину займає Папська область, герцогства на південь від Римської області незалежні, деякі області на півночі та на півдні належать Візантії, інші окупували сарацини. Піренейський півострів, окрім Королівства Астурія та Іспанської марки, займає Кордовський емірат. Північну частину Англії захопили дани, на півдні править Вессекс.  Існують слов'янські держави: Перше Болгарське царство, Моравія, Богемія, Приморська Хорватія, Київська Русь. Паннонію окупували мадяри.
Аббасидський халіфат очолює аль-Муктадір, халіфат втрачає свою могутність. У Китаї триває період п'яти династій і десяти держав. Значними державами Індії є Пала, Пратіхара, Чола. В Японії триває період Хей'ан. На північ від Каспійського та Азовського морів існує Хозарський каганат. 
Територію лісостепової України займає Київська Русь. У Північному Причорномор'ї співіснують різні кочові племена, зокрема хозари, алани, тюрки, угри, печеніги, кримські готи. Херсонес Таврійський належить Візантії.

## Події

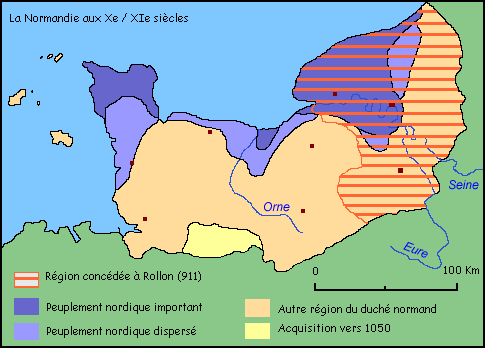
Мапа Нормандії у X—XI ст. Землі, отримані Ролло, відзначені червоними смугами

- Князь Олег уклав торговельну угоду з Візантією.
- 10 листопада — по смерті Людовика Дитя, останнього короля з династії Каролінгів, східнофранкське дворянство обрало новим правителем Конрада I, герцога франконського. Лотарингія відмовилась йому коритися і приєдналась до Західнофранкського королівства
- Договір Сен-Клер-сюр-Епт між королем Франції Карлом III та ватажком вікінгів Ролло, за яким вікінги отримували право поселитися в Нормандії як васали франкського короля.
- Мерсію очолила Етельфледа, її брат, король Вессексу Едвард Старший, розпочав спорудження системи фортець для захисту від данів.
- Фатіміди розпочали відвоювання Сицилії у аглабідів.
- Берберське плем'я кутама, що притримувалося хариджитських підняло повстання проти фатімідів.
- Розпочався понтифікат Анастасія III.